# Metasphaeria acorella
Metasphaeria acorella är en svampart som först beskrevs av Mordecai Cubitt Cooke, och fick sitt nu gällande namn av Berl. & Voglino 1886. Metasphaeria acorella ingår i släktet Metasphaeria och familjen Dothioraceae.   Inga underarter finns listade i Catalogue of Life.